# Жданов (лек крайцер, 1950)
Жданов e лек крайцер на ВМФ на СССР от проект 68-бис, „Свердлов“. След модернизация – крайцер за управление от проекта 68У. Корабът е построен в Балтийския завод, в Санкт Петербург (по-рано завод „Орджоникидзе“, гр. Ленинград). Заложен на 11 февруари 1950 г., спуснат на вода на 27 декември 1950 г., влиза в строй на 31 декември 1952 г. (в/ч 63834).

## Модернизации
В процеса на преоборудването на крайцера в кораб за управление са проведени следните модернизации на оборудването и системите:
- Свалена[~ 1] е третата кула на ГК,[~ 2] на нейно място е поставена надстройка, в която е поместена СКПВ,[~ 3] кубрика на оркестъра, типография, на покрива е монтирана ЗРК „Оса“;
- Поставена е бизанмачта, на 25 метра към кърмата от гротмачтата, на нея е поставено антенното устройство за радиопредавателя „Вяз“, антените за системата „Цунами-БМ“;
- Монтирана е системата „Цунами-БМ“ за космическа навигационно-комуникационна система „Циклон“;
- Поставени са 30 mm артустановки АК-230 с дистанционно управление от РЛС МР-104;
- На юта е оборудвана вертолетна площадка.

### Модернизация на постовете
За решаване на основните задачи (задачите на управление и свръзка) на кораба за управление, на крайцера „Жданов“, при неговото преоборудване. е предвиден комплекс от постове за флагмански команден пункт на командващия флота (командир на оперативната ескадра). Съставът на комплекса включва: групов щабен оперативен пост, предназначен за осигуряване на управлението на силите на флота (ескадрата), а също и с взаимодействащите сили при подготовката и в хода на водене на операциите; щабни постове на разузнаването и свръзката, а също място за групите за оперативно планиране за подготовка на материалите и изпълнение на оперативно-тактическите разчети при планиране на операциите и оперативно-тиловата група за разработката на мероприятията но тиловото и специално осигуряване на силите на флота (ескадрата).
Груповият щабен оперативен пост (пост № 51 по заводската номерация) включва постовете за управление на силите на флота (ескадрата), подводните лодки, противолодъчните сили, ракетно-артилерийските и десантните кораби, корабите и съдовете на обезпечението, средствата за борба с радиоелектронните средства на противника, бреговите ракетни части, постовете по обстановка (главният боен информационен пост), авиационният, за ПВО, за противоминната отбрана и навигационното обезпечение, за защита от оръжията за масово поразяване и други. За поместване на груповия оперативен пост с щабните постове на разузнаването и свръзка (с обща площ над 350 m²) се използват бившите командни помещения в носовата част на горната палуба, под полубака (между шпиловото отделение и каюткомпанията на офицерския състав). Ликвидацита на тези куприци е компенсирана, в разрез с многогодишната традиция за живеене на матросите и старшините във флота, със създаването на нови командни помещения на полубака и I площадка (кубрици № 1 и 2) за сметка на увеличение на обема и височината на надстройките, с преноса на катерите от I на II площадка. Работното помещение на командващият флота (командирът на ескадрата) и началникът на щаба с комуникационната рубка са оборудвани на II площадка (под ходовата рубка), увеличавайки носовата част на надстройката пред поста по обстановката. Помещението за групите за оперативно планиране е поместено на I площадка, до един от новите кубрици. Постовете на комплекса за флагманския команден пункт с оборудвани със средства за външна и вътрекорабна връзка, преносими прибори за навигационните средства, маси-планшети и вертикални планшети. Постът по обстановката има, освен това, специални планшети за въздушна и надводната обстановки, а също и преносим индикатор за кръгов обзор.

### Модернизация на средствата за свръзка
По въоръжение със средства за свръзка КРУ „Жданов“ е нов тип кораб, първи в състава на ВМФ. поставената на него апаратура позволява да се формира над 60 канала за радиосвръзка, едновременно действащи на целия диапазон честоти, осигуряващи всички възможни видове работи: слухова телефония и телеграфия, буквопечатане, фототелеграфия, свръхбързодействаща свръзка, автоматичен прием на бързодействащи предавания и спътникова космическа свръзка. Апаратурата на поста за далечна свръзка осигурява при стоянка в базата на флота многоканалната свръзка по проводникови и радиорелейни линии. Надеждната далечина на свръзка на кораба с брега достига 8 хил. km, а при използване на ретранслатор – 12 хил. km, по линиите за космическа свръзка е възможна свръзка от всеки район на Световния океан, но само чрез спътниците на елиптични орбити (кратък сеанс за свръзка). Система за пълноценна (чрез геостационарните спътници) космическа свръзка е поставена 9 години по-късно след първата модернизация. Предвидена е възможността са последващо развитие и усъвършенстване на лините за свръзка, за което на кораба са резервирани помещения, маси, мощности на електрозахранването и прочее. На изпитанията крайцера има устойчива и надеждна радиосвръзка с много от пунктовете за свръзка (на Генералния щаб на Въоръжените Сили, с Главния щаб на ВМФ) и щабовете на флотовете, авиацията, военноморските сили и съединения на Черноморския флот, с корабите на 5-та оперативна ескадра и другите флотове.
За изпълнение на задачите по управление на кораба има:
- 17 мощни KB- и СВ-радиопрдавателя (в т.ч. един – „Вяз“ – с мощност 5 кW);
- 57 КВ-, СВ- и ДВ-приемника;
- 9 радиостанции на УКВ;
- 3 радиорелейни УКВ- и ДЦВ-станции;
- апаратура за далечна свръзка.

Тяхната работа се осигурява от 65 антени, поставени с оглед едновременната работа на различните средства за радиосвръзка. За това приемните и предаващите антени са поставяни на максималното възможно разстояние, предаващите (основно) на кърмата, приемателите – в центъра и на бака. Поради трудностите да се поставят на кораба на такъв брой антени на него поставят допълнителна трета (фермена) мачта на разстояние около 25 m към кърмата от гротмачтата, с височина около 32 m от водолинията, с антените на КВ-станциите „Вяз“ и за космическата свръзка „Цунами“. За повишаване на надеждността на свръзка се използва компресиращи устройства и широколентови антенни усилватели, осигуряващи работата на няколко радиоприемника с една антена. Апаратурата за радиосвръзка е поставена в седемнадесет поста. Значителното увеличение на състава на предавателните средства за свръзка иска и увеличение на площта на наличния на I платформа по десния борд предаващ радиоцентър с повече от 35%; на долната палуба в същия отсек по левия борд е оборудван предавателн радиоцентър. На полубака, в средната част на кораба, за сметка на удължаването на надстройките са поместени постовете за правителствена, далечна и радиорелейната свръзки. За ръководенето, организацията и контрола на свръзката е оборудван специален команден пункт за свръзка. Вследствие на значителния ръст на електропотреблението мощността на генераторите е увеличена с 30% със съответното разширение на помещенията на електростанцията. Помещенията на бойните постове и за личния състав, оборудването на жилищните, медицинските, културно-битовите, производствените и санитарно-битовите помещения, санитарно-техническите системи и устройства, осигуряващи условията за обитаемост и условията за изпълнение на задълженията на екипажа на кораба на бойните постове, отговарят на изискванията на ВМФ. При преоборудването на кораба се използва прогресивната за онова време едноканална нисконапорна система за кондициониране на въздуха в жилищните помещения, осигуряваща подаването на охладен и осушен въздух. Системата за аерорефрижерация в бойните постове и погребите за боезапаса, подаването на охладен въздух на всички постове за управление в машинните отделения осигурява създаването в тях на нормални условия за носенето на вахтата за личния състав при повишени температури на външния въздух в районите на експлоатация на кораба. Попълването на запаса прясна вода в течение на целия срок на автономност на неговото плаване по запаси провизии (30 денонощия) се осигурява от работата на опреснителни и изпарителни установки с висока производителност. След втората модернизация, (1980 г.) е обновен паркът на апаратурата за връзка от всички видове и типове. Поставен е нов главен комплекс – комплексът за космическа връзка „Кристал-К“. Този комплекс с пъти увеличава надеждността на връзката с брега при плаване където и да е в Световния океан. Но, в процеса на експлоатация се изяснява, че системата за насочване на антените по десния и левия борд не е издържа на критика и е копирана от механичните брегови сухопътни подвижни комплекси. Конструкторите не отчитат морската специфика (вълнението на морето), бойните служби продължават по 4 – 6 месеца, и системата за насочване просто не издържа на такова натоварване. Все пак, независимо от това, тя в значителна степен облекчава работата на свързочниците.

## Боен път
- 25 януари 1953 – Тържествено е издигнат военноморския флаг на СССР. Влиза в състава на 8-мо оперативно съединение на ДЧБФ (Двойно ЧервенознамененБалтийски флот). Главна база – Талин.
- 25 януари 1954 – По случай 1 година от вдигането на флага на крайцера присъства главнокомандващият ВМФ на СССР Адмирала на флота Н. Г. Кузнецов.
- 24 декември 1955 – Крайцерът е въведен в състава на обединения Балтийски флот.
- 11 ноември 1956 – Като щаб взема участие в спасяването на екипажа на подводната лодки М-200 „Месть“.
- септември-октомври 1957 – първи далечен поход, съвместно с есминеца „Свободний“. Командир на крайцера капитан 1-ви ранг Б.Гаврилов. Под флага на вицеадмирал В. Ф. Котов има официални визити:
  - 12 – 18 септември 1957 – визита в Сплит (Югославия)
  - 21 септември – 1 октомври 1957 – визита в Латания (Сирия)
- 27 март 1960 – 28 февруари 1965 – на консервация, пребивава в резерва в Балтийск.
- 1 март – 31 август 1965 – разконсервация, влиза в състава на корабите в постоянна бойна готовност
- 24 октомври – 19 ноември 1965 – преход на крайцера около Европа от Балтийск (ДЧБФ) в Севастопол (ЧЧФ). Командир на крайцера е капитан 1-ви ранг Ю.Максимов
- 1 декември 1965 – Поставен към причала на Севморзавода за преоборудване, провеждане на среден ремонт и модернизации от крайцер проект 68-бис в кораб за управление по проекта 68У-1. Влиза в състава на ЧЧФ (Червенознаменен Черноморски флот).
- 28 ноември 1970 – Съвместно съвещание на представители на ГЩ на ВМФ и ГУК, МСП на борда на кораба под ръководството на Главкома Адмирала на Флота на СССР С. Г. Горшков.
- май – септември 1971 – провеждане на швартови и заводски ходови изпитания.
- октомври – ноември 1971 – държавни изпитания. Приемният акт е подписан на 27 ноември, в края на годината е прекласифициран на крайцер за управление (КРУ). Командир на крайцера вече е капитан 1-ви ранг Роберт Проскуряков, замполит – капитан 2-ри ранг Корников, старши помощник – капитан 2-ри ранг Ан. Шакун.
- 1 декември 1971 – Завършване на преоборудването на крайцера.
- 14 януари 1972 – Повторно съвместно съвещание на представители на ГЩ на ВМФ и ГУК, МСП на борда на кораба под ръководството на началника на Главния щаб на ВМФ Адмирал на флота Н. Д. Сергеев.
- април-юни 1972 – Изпълнени курсови задачи, зачетни стрелби, крайцерът е зачислен в състава на 150-та бригада големи ракетни кораби на ЧЧФ.
- 10 – 24 август 1972 – Преход от Севастопол в базата на Северния флот гр. Североморск. През септември участие в КЩУ[~ 4] „Север-72“. Темата е „Осигуряване на свръзка на МО на СССР Маршалът на Съветския съюз А. А. Гречко до ВПУ на МО на СССР (КПУ на ГК на ВМФ) при превеждането на ВС на СССР във висша степен на бойна готовност“.
- 27 септември 1972 – С края на ученията съвещание на борда на крайцера на ръководния състав на ВМФ и ЧСФ под ръководството на ГК на ВМФ С. Г. Горшков.
- 21 – 27 октомври 1972 – Отплаване от Североморск в състава на отряд кораби – БПК „Севастопол“, есминеца „Бивалий“ и четири подводници от проекта 641Б, обезпечение за преодоляването от тях на Фарьоро-Исландския и Гибралтарския противолодъчни рубежи на отбрана, за последваща бойна служба в Средиземно море. В един от щормовите дни има преместване на представителствения комплект и един офицер от крайцера на борда на есминеца „Бивалий“, плаващ за Конакри. Операцията се провежда на ход, по килватерния способ, при вятър 27 – 35 m/s и вълнение на океана 6 – 7 бала. Командир на прехода е капитан 1-ви ранга Капитанец, началник-щаб на 5-та Средиземноморска ескадра.
- 11 – 26 ноември 1972 – Приема щаба на 5-та оперативна ескадра на ВМФ на СССР под командването на контраадмирал В. Е. Волобуев от плавбазата „Виктор Котелников“, с последващо предаване на щаба на нея[~ 5].
- 2 декември 1972 – завръщане в Севастопол.
- 17 януари – 3 февруари 1973 – Ремонт в Севморзавод, на Северната страна (гр. Севастопол)
- 25 януари 1973 – 20 години от деня на вдигане на флага на ВМФ. Издаден е паметен знак „20 години Жданов“.
- 5 март – 14 април 1973 – Преход Севастопол – Атлантик, в точка с координати 30° 00' западна дължина, 50° 00' северна ширина, R=50 мили. Бойната част за свръзка на крайцера провежда учения и тренировки на тема „Кавказ-6“ с ЦУС на ВМФ и правителствени самолети, при изпълняване от тях на технически рейсове по маршрута Москва – Ню Йорк и обратно, с други кораби на обезпечението по трасето на полета, възлите за връзка на ВМФ на СССР, („Компас“ – Москва, „Каньон“ – Куба, „Анкер“ – Калининград и други, при това в крайно тежки щормови условия в Северния Атлантик.
- 16 май – 9 август 1973 – Излиза на бойна служба. Около 100 матроса и старшини с отделна заповед на министъра на отбраната са с продължен срок на службата за три месеца.
- 19 май 1973 – Приема щаба на 5-та оперативна ескадра от плавбазата „Колишкин“.
- 31 май 1973 – Преход на щаба на РКР „Грозни“. КРУ „Жданов“ получава заповед да се насочи към Атлантическия океан за осигуряване на връзка с Върховния Главнокомандващ, Генералния секретар на ЦК на КПСС Л. И. Брежнев по маршрута на полета на правителствения самолет Москва-Ню Йорк за официална визита в САЩ, Република Куба и обратно, а също и с визита във Франция. Поради изменение на обстановката крайцерът трябва да измине за две денонощия със скорост 25 – 26 възела 1240 мили, по траверса на Бискайски залив към Фарьорски острови. Завръщането на правителствената делегация от САЩ и Куба в Москва вече е през Париж. Вследствие на което крайцерът прави преход в района на Азорските острови, намирайки се примерно на един и същ паралел със столицата на Франция.
- 1 юли 1973 – Спускане зад борда на водолаз[[]]а мичмана Ю. Л. Никитин в Атлантическия океан (траверс Гибралтарския пролив) за почистване на винтовете на кораба от намотали се 3 капронови въжета, изпуснати при дозареждането на крайцера от танкера „Ленинград“. След това завръщене в Средиземно море и приемане на щаба на ескадрата.
- 25 – 27 юли 1973 – Делово посещение в Порт Саид (Египет) с щаба на ескадрата на борда под командването на контраадмирал В. Е. Волобуев. Независимо от това, крайцера се намира в бойна готовност 1, поради близкото местонахождение до района на бойните действия между арабо-израилските войски. Командир на крайцера е капитан 1-ви ранг Р. А. Проскуряков.
- 14 – 16 септември 1973 – Участие в тържествата по случай 30 години от освобождаването на град Новоросийск от немско-фашистките окупанти, присвояване на града на званието „Град-герой“.
- 30 октомври – 23 декември 1973 – Докуване в Новоросийск, в плавдок.
- май-юни 1974 – Крайцерът за пореден път е посетен от Главкома Адмирал на Флота на СССР С. Г. Горшков.
- 27 юни 1974 – Отплава за поредната бойна служба. Приема щаба на 5 ОПЕСК от ПКР „Москва“, с последващото обезпечение в течение на пет месеца с всички видове връзка, особено в периода на „кипърските събития“ (Военния преврат в Кипър, нахлуването на турските войски).
- 31 август – 5 септември 1974 – Делово посещение на КРУ „Жданов“ в порта на Александрия, Египет с щаба на 5 ескадра под командването на контраадмирал В. А. Акимов. Командир на крайцера е капитан 1-ви ранг Р. А. Проскуряков, замполит капитан 2-ри ранг Борисов. В края на ноември ескадрата посещава командващия Черноморския флот вицеадмирал Н.Ховрин.
- 1 декември 1974 – C командващия на борда крайцера „Жданов“ се връща в Севастопол. След това влиза в завода. Според резултатите на социалистическо съревнувание през 1974 г. корабът заема 1-во място сред корабите на 150-та Отделна бригада. Крайцерът е награден с предаващото се Червено Знаме на ЦК на ВЛКСМ.
- 30 март – 13 юли 1975 – Изпълнение на задачи по бойната служба.
- 10 – 21 април 1975 – Участие в ученията на противолодъчните сили на ВМФ на СССР „Океан-75“ с разгръщане на КП на ръководителя на ученията – заместитника на ГК на ВМФ адмирал Н. Н. Амелко на борда на крайцера. Артилерийска стрелба с главния калибър по щит през нощта от ордера през своите кораби на маневриране.
- 12 – 17 май 1975 – Официален визит на ОБК в състав КРУ „Жданов“, БПК „Сдержанный“ и БПК „Скорый“ под флага на командира на 5 ОПЕСК контраадмирал В. А. Акимов в порт Сплит, (Югославия) Командир на кораба е капитан 2-ри ранг А. М. Шакун.
- 3 – 7 юли 1975 – Официален визит на крайцера за управление „Жданов“ и БПК „Красний Крим“ под флага на командира на 5 ОПЕСК контраадмирал В. А. Акимов в порт Тулон, Франция. Командир на кораба е капитан 2-ри ранг А. М. Шакун.
- 27 юли 1975 – Кораб-домакин в Деня на Военноморския Флот в града-герой Севастопол. Приема на кораба партийно-правителствена делегация от Кубан.
- 9 – 10 август 1975 – Приема и екскурзии по кораба на пионери от лагера „Артек“ и другите пионерски лагери в Крим, делегации на ЦК на ВЛКСМ. Посещение на борда на крайцера на маршала от авиацията Е. А. Савицки и космонавтите на СССР П. Р. Попович и А. Г. Николаев. С концерт на Савелий Крамарев.
- 15 май – 7 октомври 1976 – Носене и изпълнение на задачите на бойната служба в Средиземно море. Обезпечение на функционирането на корабния пункт за управление на щаба на 5-а оперативна ескадра на ВМФ на СССР. В хода ѝ участва в ученията „Крим-76“.
- 13 – 17 юли 976 – Делово посещение на КРУ „Жданов“ в порт Тартус, Сирия. Командир на кораба е капитан 2-ри ранг А. М. Шакун.
- 23 – 25 юли 1976 – Среща в Средиземно море с ПКР „Киев“, по време на неговия първи преход от Севастопол в Североморск. Ден на ВМФ, в точка 52, заливът Ес салум.
- 28 август 1976 – Съвместно с БПК „Смелый“ незабавно пристига в района на сблъсъка на атомната подводница К-22 „Красногвардеец“ с американската фрегата USS FF-1047 Voge. Под тяхна охрана лодката на свой ход преминава в точка 5 (Китира), където ѝ е оказана помощ.
- 17 – 22 септември 1976 – Официален визит на съветски кораби в състав КРУ „Жданов“ и БПК „Смелый“ под флага на командира на 5 ОПЕСК вицеадмирал В. А. Акимов в порт Месина, Италия. Командир на кораба е капитан 2-ри ранг А. М. Шакун, замполит капитан 3-ти ранг Е. Ф. Белоусов.
- 3 – 4 октомври 1976 – След превода на щаба на 5-та ОПЕСК на ПРК „Ленинград“, крайцерът отплава за Севастопол.
- 7 – 9 май 1977 – визита и прием на крайцера на делегация на шефове начело с депутата от Върховния Съвет на СССР, члена на ЦК на КП на Узбекската ССР Н. Р. Хамраев. Екипажът получава като подарък музикални инструменти за естрадния ансамбъл.
- есен 1977 – 1980 – Крайцерът влиза за среден ремонт, в хода на който е проведена модернизация на средства за връзка. На кърмовата автоматна площадка е поставена нова надстройка с две (десен и ляв борд) антени на комплекса „Кристал-К“ за връзка през спътници на геостационарни орбити. Новият комплекс може да осигури денонощна непрекъсната връзка едновременно по пет засекретени канала с висока надеждност и на един служебен. Освен това, вече има възможност да се гледат TV-канали от СССР по време на далечен поход.
- пролет 1981 – Крайцерът влиза в състава на корабите на постоянна бойна готовност. Командир на крайцера е капитан 1-ви ранг Ан. Шакун, замполит капитан 2-ри ранг В. И. Толкачев.
- 26 юли 1981 – Крайцерът отново е кораб-домакин в Деня на ВМФ, по случай на което има визита и прием на борда на КРУ „Жданов“ на командващия Черноморския флот и Главнокомандващия ВМФ на СССР Адмирала на Флота С. Г. Горшков и 80 души гости, в т.ч. първия заместник министър на вътрешните работи генерал-полковник О. Чурбанов със съпругата му Галина Брежнева, командващите на Одеския, Севернокавказския и Задкавказските военни окръзи, ръководители от Крим и Севастопол.
- 14 февруари – 16 август 1982 – Носене и изпълнение на задачите по бойната служба в Средиземно море. Обезпечение на функционирането на корабния пункт за управление на щаба на 5-та оперативна ескадра на ВМФ на СССР. Освен тази главна задача, за пръв път изпълнява и ударни задачи. Така в течение на 60 часа води наблюдение над самолетоносача „Нимиц“ със скорост 24 – 28 възела.
- 5 – 14 юни 1982 – Делово посещение на крайцера „Жданов“, есминеца от пр.56 и подводница от пр.641 в порт Дубровник, Югославия с щаба на 5 ескадра на борда. Командир на крайцера капитан 1-ви ранг А. М. Шакун.
- 20 юни – 12 август 1982 – Обезпечение на ПВО на Сирийската Арабска Република на рейда на порт Тартус от корабите, самолетите на САЩ, НАТО и Израел. Денонощно в бойна готовност-1 на петдесет процента от зенитно-ракетните средства на кораба в хода на сирийско-израелската война в Ливан и долината Бекаа. В същия район провежда многобройни учения и стрелби.
- с 27 юни 1982 – Кратка делова визита в порт Тартус с щаба на 5 ОПЕСК под командването на контраадмирал В. А. Селиванов.
- септември 1982 Крайцерът прави щурмански поход с курсанти на КВВМПУ (Киевското) до бреговете на Крим и Кавказ, посещава рейдовете на Поти и Батуми.
- 15 септември 1982 – В хода на похода участва в празниците по повод 39-годишнина от освобождението на града-герой Новоросийс от немско-фашистките окупатори и поставянето на Мемориал на войните на Съветската Армия в „Малая земля“. След това има участие в традиционните съревнувания за наградата на ГК на ВМФ и е със същия традиционен резултат.
- 25 януари 1983 – Крайцерът навършва 30 години. Издаден е паметен знак „30 години „Жданов““.
- 6 февруари – 28 август 1983 Носене и изпълнение на задачите по бойната служба в Средиземно море. Осигурява функционирането на корабния пункт за управление на щаба на 5-та оперативна ескадра на ВМФ на СССР.
- април 1983 г. – От командирския мостик си тръгва командира на крайцера капитан 1-ви ранг Шакун, изпълняващ длъжността 8 години. Командир вече е капитан 2-ри ранг А. А. Риженко.
- 20 – 24 април при проверката на Средиземноморската ескадра и ученията „Океан-83“, крайцерът е посетен от зам. Главнокомандващия, началника на Главния щаб на ВМФ на СССР адмирал В. Н. Чернавин, зам. началника по комуникациите на ВМФ контраадмирал Орлов и др.
- 10 – 24 юни 1983 – Делово посещение под флага на командира на 5 ОПЕСК контраадмирал В. Е. Селиванов в порт Тартус.
- 10 – 14 октомври 1983 – Официална визита съвместно със СКР „Пылкий“ под флага на командващия Черноморския флот вицеадмирал А. М. Калинин в порт Пирея, Гърция. Командир на крайцера е капитан 1-ви ранг А. А. Риженко, замполит капитан 3-ти ранг В. А. Гержов.
- 15 февруари – 25 април 1984 Носене и изпълнение на задачите по бойната служба в Средиземно море. Обезпечение на функционирането на корабния пункт за управление на щаба на 5-та оперативна ескадра на ВМФ на СССР. Охрана на въздушното пространство на Либийската Джамахирия от нападенията на самолетите на САЩ (НАТО). Изпълняване на функциите за КРЛД в залива Сирт. Осигуряване на открити канали за връзка с УС на ГЩ на ВС на СССР и самолетите на далечната авиация, намиращи се в незабавна готовност за излитане в района на събитията.
- 10 – 14 април 1984 – крайцерът прави официален визит в порт Триполи съвместно с БПК „Сдержанный“ под флага на командира на 5 ОПЕСК контраадмирал В. Е. Селиванов. Командир на крайцера капитан 1-ви ранг А. А. Риженко.
- 15 май – 13 юни 1984 – КРУ „Жданов“ е в Средиземно море за ученията „Океан-84“. На борда има група висши офицери от военния отдел на ЦК на КПСС, началника на свръзките на ЧФ контраадмирал Аверин и други. Темата на ученията в Средиземноморския район: „Разгром на АМГ на противника ОС РУС във взаимодействие с МРА на ВВС на ЧФ“. Командир на 5 ОПЕСК е вицеадмирал В. Е. Селиванов. В ученията участват БПК „Комсомолец Украины“, „Сдержанный“, „Стройный“, „Удалой“, есминците „Находчивый“, „Сознательный“, БРК „Бедовый“, „Неуловимый“, СКР „Сильный“, „Дружный“, „Волк“, МРК „Зарница“, ПЛ К-298, разузнавателният кораб „Кильдин“, танкерът „Десна“ и др.
- Влиза в док в Троицката бухта. Новият командир на крайцера е капитан 2-ри ранг В. Ю. Кудрявцев.
- 11 май – 30 септември 1985 – Излиза за последната си бойна служба.
- 18 юни – 9 юли 1985 – Делово посещение под флага на командира на 5 ОПЕСК вицеадмирал В. Е. Селиванов в порт Тартус. Месец и половина на крайцера преминават практика голяма група курсанти на двете военноморски училища в страната.
- октомври – ноември 1985 – На рейда на Балаклава взема участие в снимките на филма „Чичерин“, в главната роля е Леонид Филатов
- септември 1986 – Корабът е поставен в Севморзавод за последен среден ремонт и модернизация. Командир на крайцера вече е капитан 2-ри ранг В.Волинский.
- 25 януари 1988 – Корабът навършва 35 години. Паметен знак „„Жданов“ на 35“.
- В септември 1988 – взема участие в ученията на ЧФ „Есен-88“. Командир на крайцера е капитан 1-ви ранг А.Римашевский.
- 21 февруари 1989 – Свалено е името „Жданов“. Ново не се присвоява, числи се вече като „КРУ 101“.
- 10 декември 1989 – Със заповед на Главнокомандващия на ВМФ на СССР крайцерът за управление „Жданов“ е изключен от състава на корабите на ВМФ.
- 19 април 1990 – Спуснат е флага на ВМФ на СССР. Крайцерът е разоръжен и предаден в Отдел за фондово имущество за демонтаж и реализация.
- февруари 1991 – Екипажът на крайцера е разформируван. Крайцерът се продава на частна чужда фирма за скрап.
- 27 ноември 1991 – Буксирът „Шахтьор“ го води до порт Аланг, Индия.

## Награди
- 1956 г. По резултати от 1955 г. завоюва купите на ДЧБФ „За най-добра щурманска, артилерийска и електромеханическа бойни части“. Заема 2-ро място в стрелбите за наградата на ГК на ВМФ.
- 1958 г. Заема 2-ро място в стрелбите за наградата на ГК на ВМФ, първо в ДЧБФ. БЧ-1 и БЧ-5 са признати за най-добрите във флота.
- 23 февруари 1958 г. Крайцерът е награден с Преходното знаме на ЦК на КП на Естония.
- 1973 г. Участие в артилерийските стрелби за наградата на ГК на ВМФ. Крайцерът заема 2-ро място, 1-во място в Черноморския флот.
- 1981 г. Участие в състезанията за наградата на ГК на ВМФ. 2-ро място във ВМФ и 1-во място в ЧЧФ.
- 1985 г. В състезанията за наградата на ГК на ВМФ при артилерийските стрелби КРУ „Жданов“ заема 1-во място във Военноморския флот на страната. Командир е капитан 1-ви ранг В. Ю. Кудрявцев, замполит капитан 3-ти ранг Галяуф.

## Коментари
1. ↑  Когато започват демонтажните работи, представителите на артилерийския отдел на щаба на Черноморския флот забраняват на завода да сваля от кораба кърмовата кула на главния калибър (152 mm) до формалното съответно разпореждане на правителството и поставят при четвъртата кула въоръжен караул. Тези действия показват позицията на командването на флота, което счита за необходимо при изменението в предназначението на крайцера да се съхрани тази кула в състава на неговото въоръжение. През февруари 1967 г. с разпореждане на Съвета на Министрите на СССР е разрешено при преоборудването на крайцера „Жданов“ в кораб за управление да се свали от него кърмовата кула на артилерията на главния калибър. Но, след повторното обръщение на командването на Черноморския флот към С. Г. Горшков той предлага да се изпълнят при преоборудването на крайцера на допълнителни работи по разконсервация на носовата група кули на артилерията на ГК, със съхраняване при това, на четвъртата кула на крайцера.
2. ↑  ГК – главен калибър
3. ↑  СКПВ – стартово-команден пункт за управление на авиацията.
4. ↑  КЩУ – командно-щабни учения.
5. ↑  От книгата „Служим Отечеству“, изд. Севастопол, 1998 г.: | „ | През 1972 г. за първи път корабът за управление „Жданов“ се използва за осигуряване на управлението на силите на 5-та оперативна ескадра на ВМФ на СССР. Използването на КУ позволява рязко да се повиши далечината на връзка, надеждността на управление на корабите на бойната служба в отдалечените райони и театри и да се повиши живучестта на управлението като цяло. | “ |